# Trash the dress

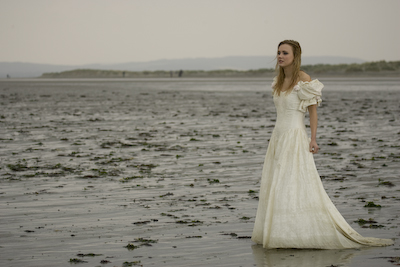
Příklad trash the dress na pláži

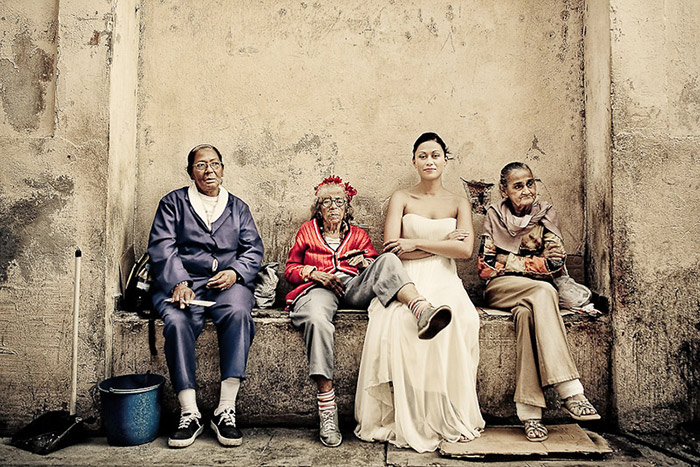
Trash the dress na ulici s domorodými obyvateli Havany, Kuba, autor Dmitri Markine

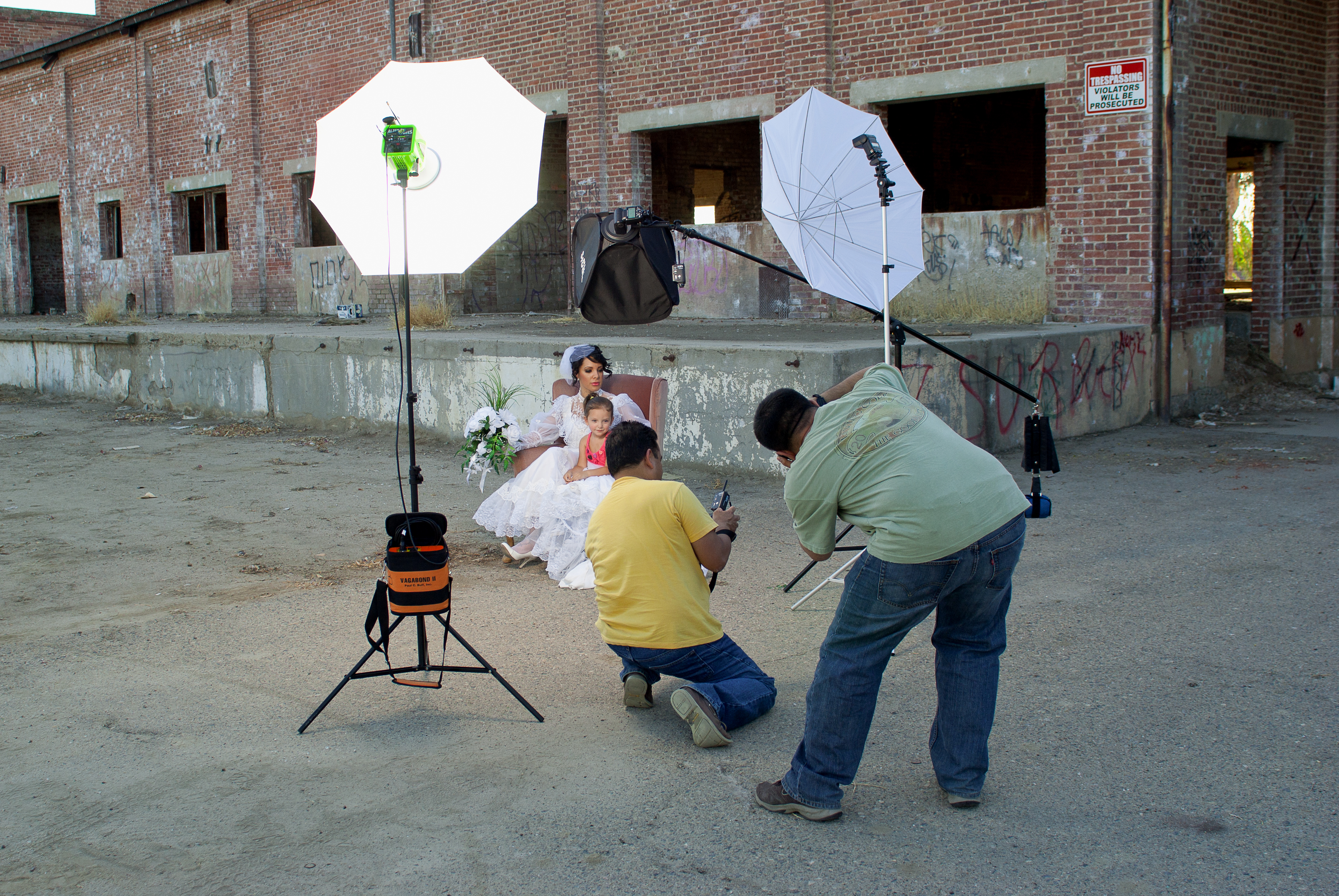
Fotografové v plenéru

Trash the dress (trash = odpad, brak, veteš, dress = šaty), také známé jako fearless bridal (odvážná, chrabrá svatba) nebo rock the frock (frock = dámské šaty), je styl portrétní fotografie, při které je v kontrastu elegantní oblečení a prostředí, ve kterém se fotografuje. Obecně se fotografuje ve stylu svatební, módní fotografie nebo glamour. Na rozdíl od klasiky se často odehrává na neobvyklých místech - jako jsou například střechy domů, skály, vrakoviště aut, skládky, pole, zdi s graffiti nebo opuštěné budovy. Žena je často oblečená v plesových nebo svatebních šatech, které se mohou během fotografování namočit, umazat a v extrémních případech také roztrhat nebo zničit.

## Popis
Tento fotografický žánr má kořeny na konci 20. století v USA. Některé zdroje uvádějí, že trend byl původně zaveden v roce 2001 lasvegaským svatebním fotografem Johnem Michaelem Cooperem, nicméně myšlenka „ničení“ svatebních šatů byla používána již v Hollywoodu přinejmenším od října roku 1998, kdy Meg Cummings v televizním seriálu Sunset Beach běžela ve svých svatebních šatech do oceánu poté, co byla její svatba přerušena.
Hlavní účinek těchto snímků je zapůsobit atmosférou tradičních krásných svatebních šatů v kontrastu ve zcela netypickém prostředí. Oblíbená místa pro kategorii fotografií trash the dress jsou vrakoviště, auto hřbitovy, zdi s graffiti, staré továrny, střechy domů, skládky, skály, pláže, řeky, jezera, moře nebo přístavy. Kontrast může být umocněn make-upem, doplňky nebo například „nevhodnou“ obuví, jako jsou například gumové holínky.
Trash the dress snímky nemají úlohu převzít místo "klasických" svatebních, módních nebo portrétních fotografií, ale pouze je doplňovat.
Vzhledem k výše uvedeným podmínkám dochází k silnému znečištění šatů, někdy i jejich poškození, zvyšují se náklady na doplňky a transport na místo. Tento žánr je vyňat z hlavního proudu - nejčastěji se používá při svatební příležitosti, liší se stylem, vysokými náklady, a používá se pouze pro konkrétní klientelu tohoto žánru.
Vzhledem k netradičnímu prostředí, ve kterém se fotografuje, je dobré více dbát na bezpečí všech zúčastněných. Dne 26. srpna 2012 došlo k tragické události během fotografování u řeky Ouareau River v Rawdonu, Québec, Kanada, při kterém se utopila třicetiletá nevěsta Maria Pantazopoulos z Montrealu. Její šaty nasákly vodou, ztěžkly a nevěstu začal unášet silný proud. Fotograf, stejně jako další lidé, se jí pokoušeli pomoci, ale už jí nedokázali zachránit. Její tělo později našli potápěči.

## Galerie

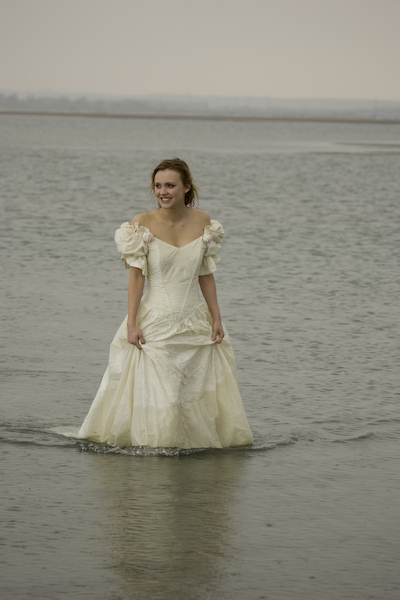
V mělké vodě
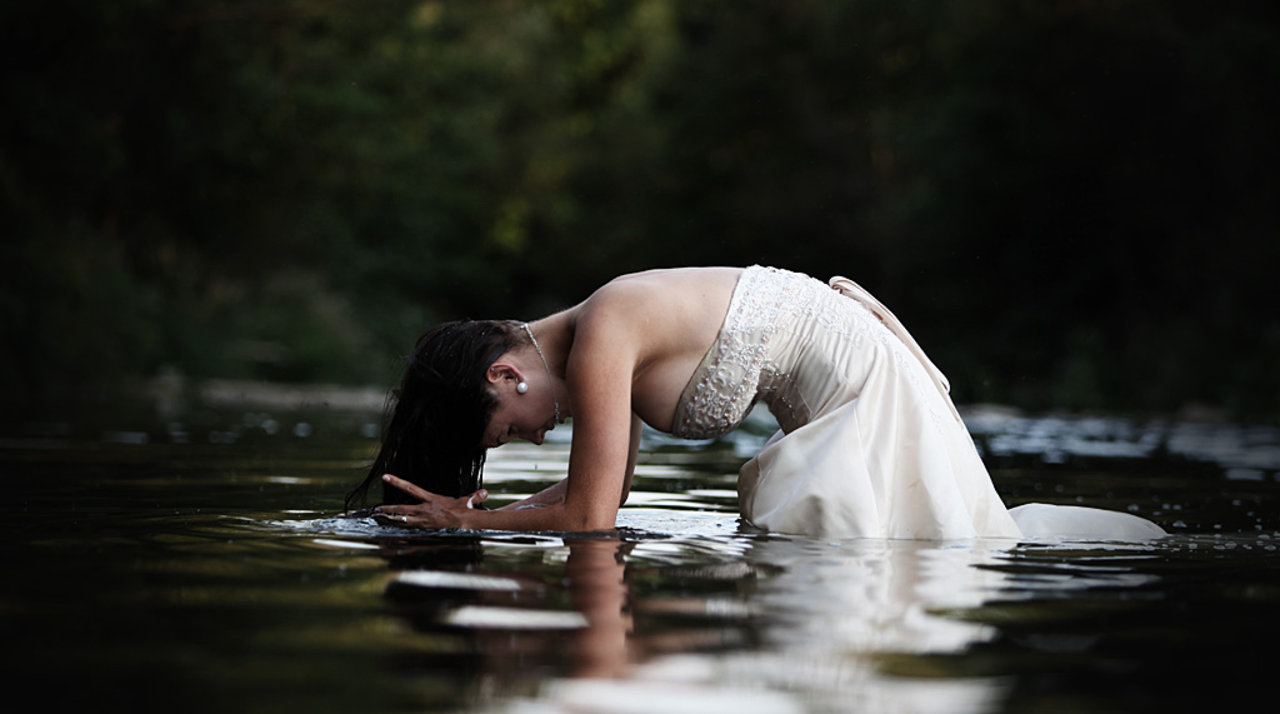
V hlubší vodě
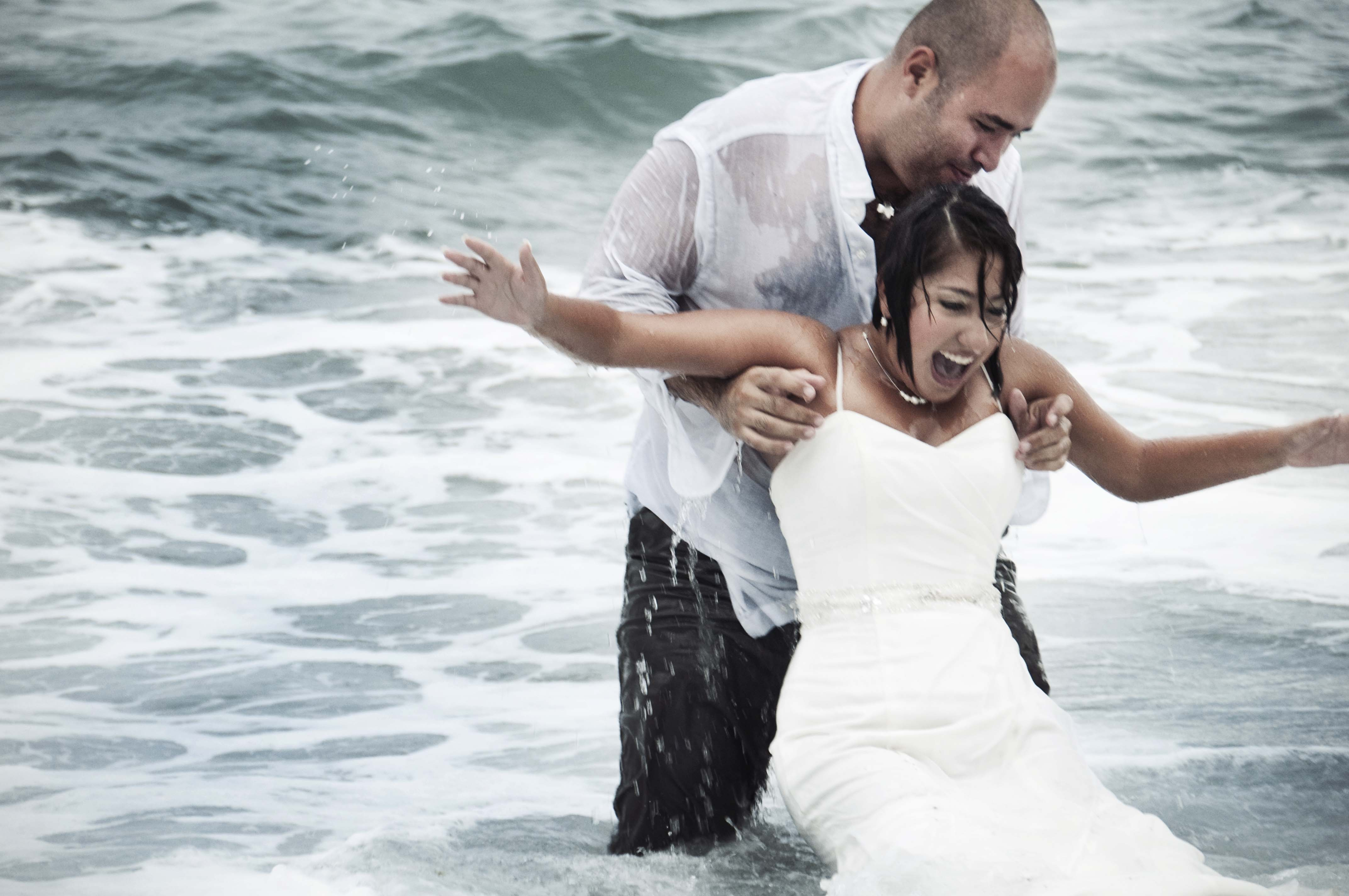
Dvojice ve vlnách
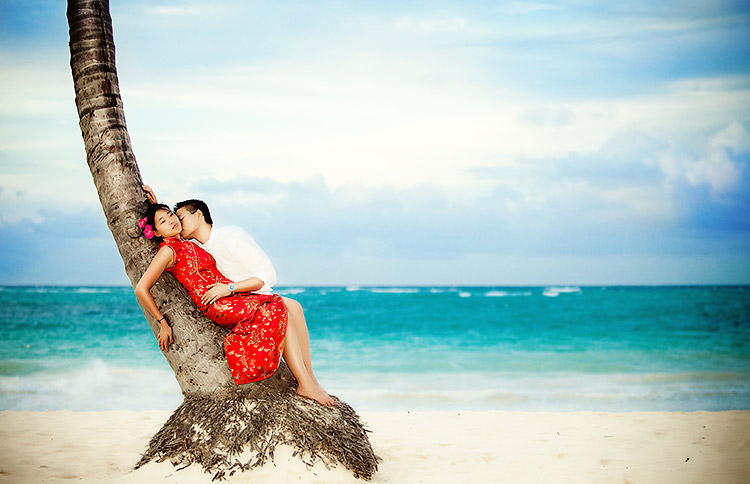
Na pláži, autor Dmitri Markine
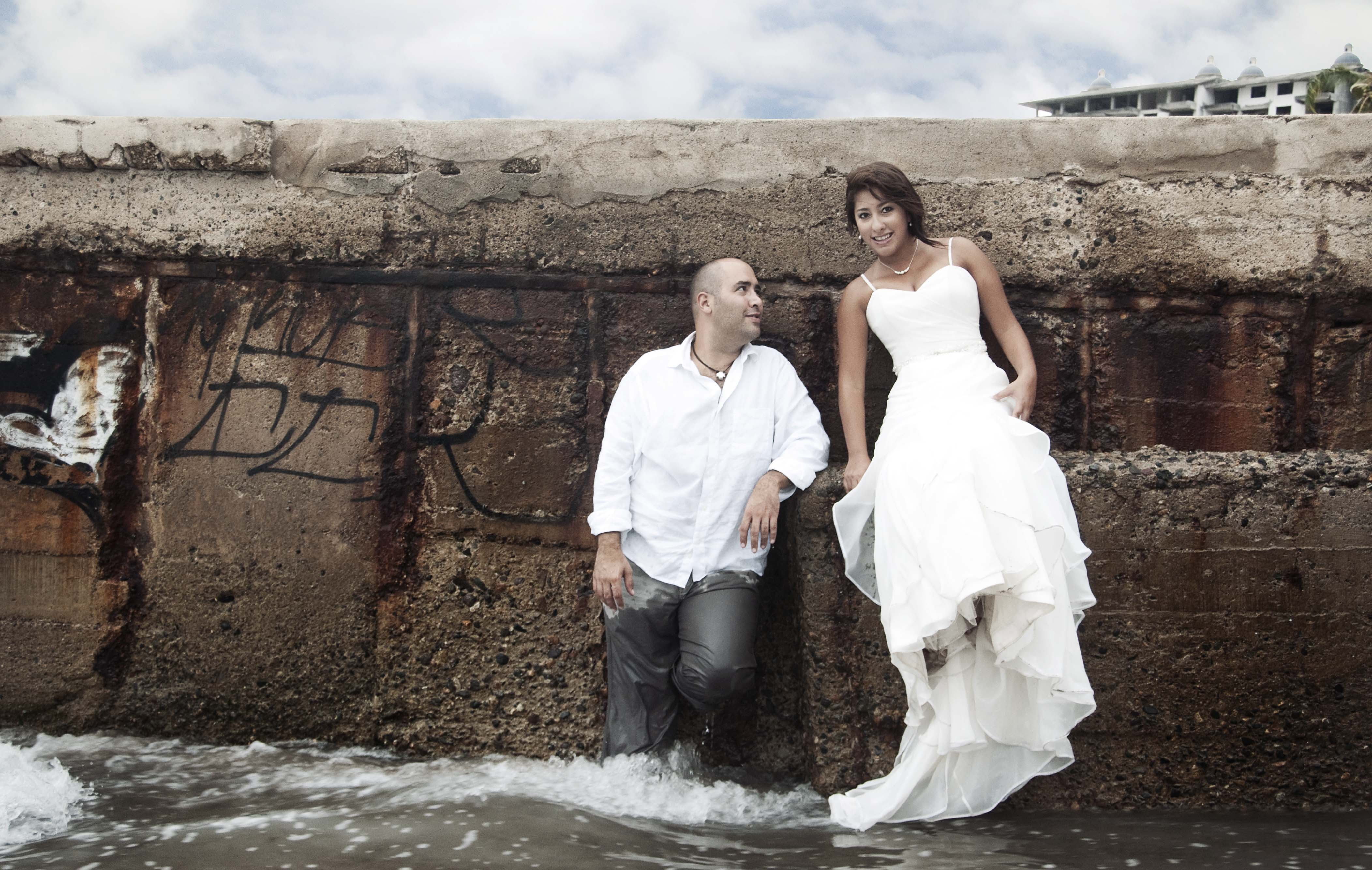
Ve starém přístavišti
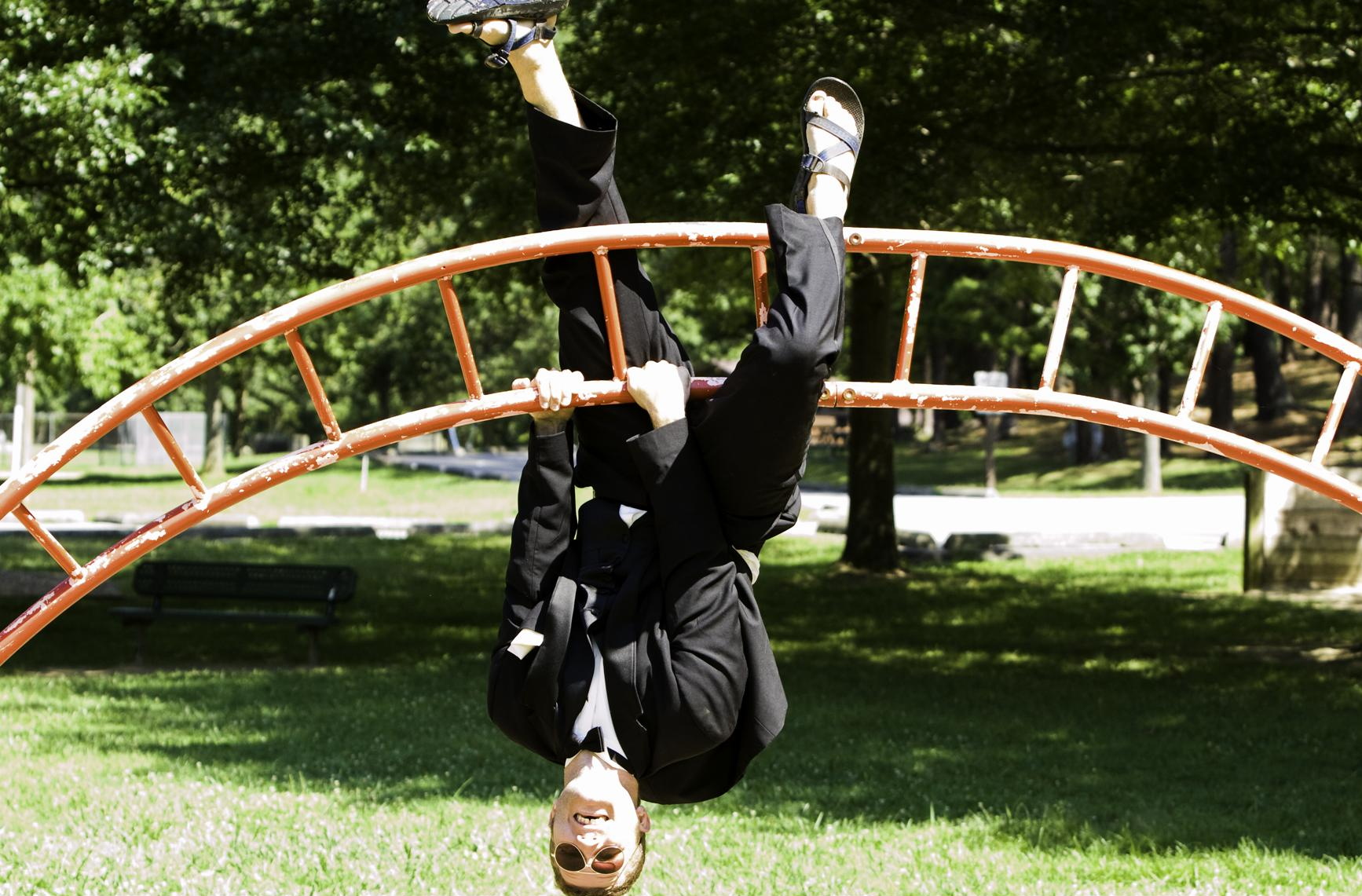
Na prolézačce
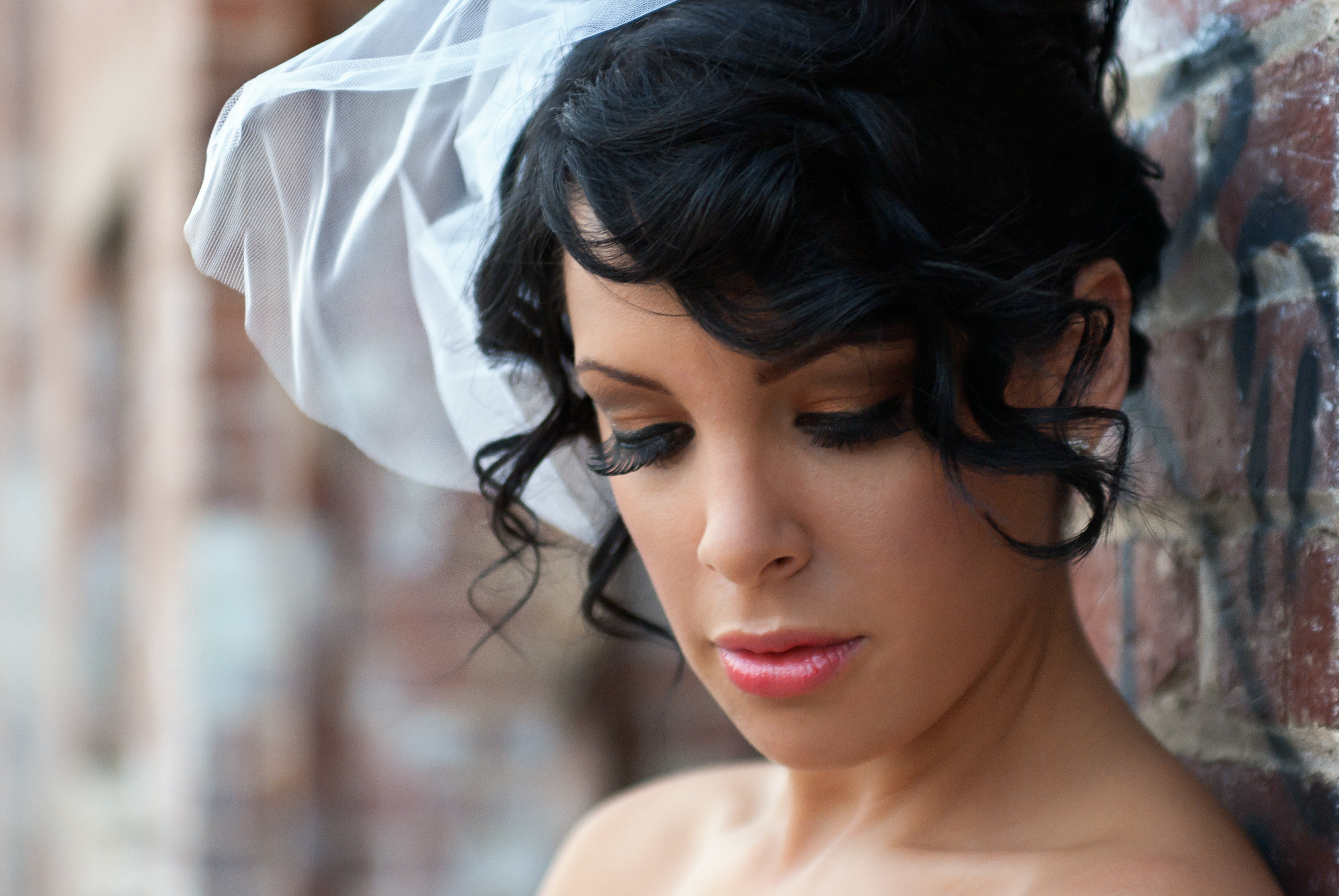
U oprýskané zdi

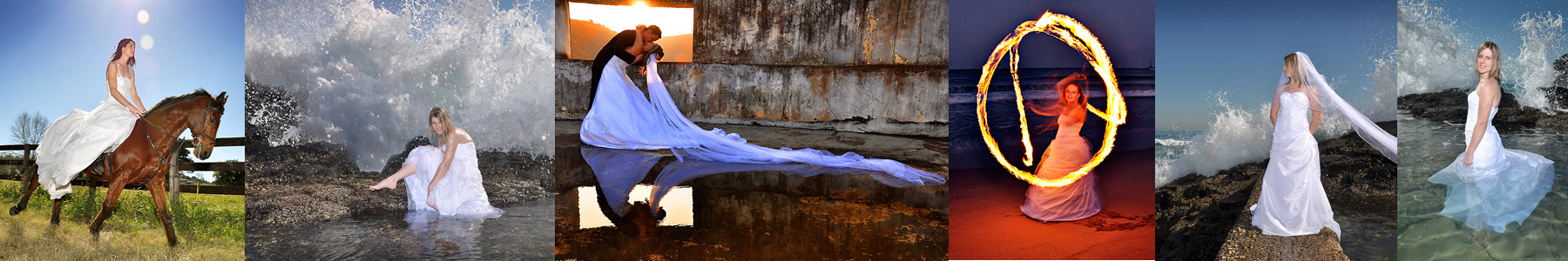
Výběr různých situací